# Дарбо, Дембо
Дембо Дарбо (англ. Dembo Darboe, род. 17 августа 1998, Брикама) — гамбийский футболист, нападающий азербайджанского клуба «Нефтчи».

## Клубная карьера
Начинал свою карьеру в клубе «Реал де Банжул». В 2019 году переехал в Европу и подписал контракт с северомакедонским «Шкупи». Африканский форвард блеснул в своём втором сезоне за клуб — в 19 матчах он забил 17 мячей, после чего подписал контракт с чемпионом Белоруссии — солигорским «Шахтёром». По неподтверждённой информации клуб заплатил за трансфер 700 тысяч евро. В дебютном матче гамбиец помог команде завоевать Суперкубок страны. В этом же сезоне выиграл Чемпионат Белоруссии по футболу 2021, став лучшим бомбардиром и игроком турнира по системе гол+пас, забив 19 голов и отдав 8 голевых передач в 29 матчах.
Сезон 2022 начал с поражения в матче против «БАТЭ» за Суперкубок Белоруссии. В первом матче в Высшей Лиги 2022 года против брестского «Динамо» отличился забитым голом, который стал 20 в чемпионате. В матче 2 тура против могилёвского «Днепра», который прошёл 3 апреля 2022 года, отличился своим 2 голом в сезоне. 10 апреля 2022 года в матче против «Ислочи» забил свой 3 подряд гол. В июне 2022 года к футболисту проявляли интерес несколько российских клубов.
В конце июля 2022 года появилась информация, что футболист проходил медицинский просмотр в эмиратском клубе «Аль-Наср». Официально перешёл в клуб 2 августа 2022 года за 1,5 миллионов евро и плюс 20 % от будущей перепродажи игрока. Дебютировал за клуб 3 сентября 2022 года в матче против клуба «Аль-Зафра», также отличившись дебютным голом.
В январе 2023 года к футболисту проявлял интерес казахстанский клуб «Астана». Вскоре «Аль-Наср» в своих социальный сетях сообщил о переходе футболиста в казахстанский клуб. Согласно источникам футболист перешёл в клуб в рамках арендного соглашения с последующим правом выкупа. Вскоре футболист был официально представлен в казахстанском клубе. Дебютировал за клуб 25 февраля 2023 года в матче против «Ордабасы» за Суперкубок Казахстана, забив победный гол с пенальти на 38 минуте и став обладателем титула. Первый матч в чемпионате сыграл 4 марта 2023 года против карагандинского «Шахтёра», отличившись своим первым забитым голом.
Дарбо подписал двухлетний контракт с клубом «Нефтчи» из Премьер-лиги Азербайджана 28 августа 2024 года.

## Международная карьера
Дарбо дебютировал за сборную Гамбию против сборной Сьерра-Леоне 9 октября 2021 года, проиграв со счетом 1:2 и выйдя на замену на 69-й минуте вместо Сисея.
Являлся участником Кубка африканских наций 2021. Первый матч сыграл 12 января 2022 года против сборной Мавритании, выйдя на замену на 64-й минуте матча и победив с минимальным счетом 1:0. Сборная Гамбии добралась до четвертьфинала, где встретилась со сборной Камеруна и проиграла со счетом 2:0. Сам игрок после матча со сборной Мавритании на поле так и не вышел.

## Достижения
«Шахтёр» Солигорск
- Победитель Высшей Лиги — 2021
- Обладатель Суперкубка Белоруссии — 2021

«Астана»
- Обладатель Суперкубка Казахстана — 2023